# سفیان داید
سوفیان داید (به انگلیسی: Sofiane Daid) (زادهٔ ۶ نوامبر ۱۹۸۲) شناگر اهل الجزایر است.